# Пєера
Пє́ера (ест. Pööra küla) — село в Естонії, у волості Пуурмані повіту Йиґевамаа.

## Населення
Чисельність населення на 31 грудня 2011 року становила 96 осіб.

## Географія
Поруч з селом проходить автошлях 14178 (Піккнурме — Гяр'янурме).